# 松原眞樹
松原 眞樹（まつばら まさき、1953年4月11日 - ）は、日本の実業家。株式会社紀伊国屋書店社外取締役。

## 経歴
父は紀伊國屋書店元社長の松原治。慶應義塾大学経済学部卒業。ハーバード大学ケネディ行政大学院修了。
1977年に日本長期信用銀行（現・SBI新生銀行）に入行。1999年に角川書店（現・KADOKAWA KEY-PROCESS）に入社。2000年に取締役に昇格。角川・エス・エス・コミュニケーションズの代表取締役社長などを経て2012年に角川グループホールディングス（現・KADOKAWA KEY-PROCESS）常務に就任。
2014年にKADOKAWA（現・KADOKAWA KEY-PROCESS）代表取締役社長、KADOKAWA・DWANGO（現・KADOKAWA）取締役に就任。2018年にカドカワ（現・KADOKAWA）代表取締役専務に就任、2019年に代表取締役社長に就任。2021年にKADOKAWA取締役副会長に就任。
株式会社KADOKAWA取締役副会長・副会長執行役員在任中、慶大の先輩である高橋治之、後輩である芳原世幸、及び会長である角川歴彦が逮捕された五輪汚職において、東京地検特捜部により自宅への捜索を受け、副会長職を辞任した。

## 略歴
- 1977年 - 慶應義塾大学経済学部卒業[2]。
- 1977年4月 - 株式会社日本長期信用銀行（現・株式会社SBI新生銀行）入行[2]。
- 1984年 - ハーバード大学ケネディ行政大学院修了[2] [5] [6]。
- 1998年1月 - 株式会社日本長期信用銀行（現・株式会社SBI新生銀行）国際業務部参事役[7]。
- 1999年4月 - 株式会社角川書店（現・株式会社KADOKAWA KEY-PROCESS）入社 新規開発事業室室長[7]。
- 2000年6月 - 株式会社角川書店（現・株式会社KADOKAWA KEY-PROCESS）取締役 新規開発事業室担当[7]。
- 2001年5月 - 株式会社角川書店（現・株式会社KADOKAWA KEY-PROCESS）取締役 メディア戦略事業部担当[8]。
- 2002年4月 - 株式会社角川書店（現・株式会社KADOKAWA KEY-PROCESS）取締役 財務・経理部部長[9]。
- 2004年10月 - 株式会社エス・エス・コミュニケーションズ代表取締役社長[10]。
- 2007年1月 - 株式会社角川マガジングループ代表取締役社長[11]。
- 2009年7月 - 株式会社K.Sense（現・株式会社毎日が発見）代表取締役社長[12]。
- 2009年9月 - 株式会社K.Sense（現・株式会社毎日が発見）代表取締役会長[10]。
- 2009年10月 - 株式会社角川グループホールディングス（現・株式会社KADOKAWA KEY-PROCESS）財務統括室、IR・広報室専任マネジャー[10]。
- 2010年4月 - 株式会社角川グループホールディングス（現・株式会社KADOKAWA KEY-PROCESS）財務統括室、IR・広報室、海外事業推進室専任マネジャー[10]。
- 2010年6月 - 株式会社角川グループホールディングス（現・株式会社KADOKAWA KEY-PROCESS）取締役[10]。
- 2010年7月 - 株式会社角川グループホールディングス（現・株式会社KADOKAWA KEY-PROCESS）取締役 財務統括室、IR・広報室、海外事業推進室統括マネジャー[13]。
- 2010年11月 - 株式会社紀伊國屋書店社外取締役（現任）[14]。
- 2012年6月 - 株式会社角川グループホールディングス（現・株式会社KADOKAWA KEY-PROCESS）常務取締役 財務統括室、IR・広報室統括マネジャー[15]。
- 2013年4月 - 株式会社角川グループホールディングス（現・株式会社KADOKAWA KEY-PROCESS）常務取締役 経営統括本部統括本部長[16]。
- 2014年4月 - 株式会社KADOKAWA（現・株式会社KADOKAWA KEY-PROCESS）代表取締役社長[17]。
- 2014年10月 - 株式会社KADOKAWA・DWANGO（現・株式会社KADOKAWA）取締役[18]。
- 2015年4月 - 株式会社角川大映スタジオ取締役[19]。
- 2015年4月 - グロービジョン株式会社取締役[19]。
- 2015年4月 - 株式会社角川ゲームス取締役[19]。
- 2015年4月 - 株式会社K.Sense（現・株式会社毎日が発見）取締役[19]。
- 2015年4月 - 株式会社ブックウォーカー取締役[19]。
- 2015年4月 - 株式会社キャラアニ取締役[19]。
- 2015年4月 - 株式会社エイガウォーカー（現・株式会社ムービーウォーカー）取締役[20]。
- 2015年4月 - 株式会社ビルディング・ブックセンター取締役[20]。
- 2015年6月 - 株式会社ドワンゴ取締役[19]。
- 2015年7月 - 株式会社ところざわサクラタウン代表取締役社長[21]。
- 2015年10月 - 株式会社ところざわサクラタウン取締役[21]。
- 2017年4月 - 株式会社K's Lab取締役[20]。
- 2018年6月 - カドカワ株式会社（現・株式会社KADOKAWA）代表取締役専務[22]。
- 2019年2月 - カドカワ株式会社（現・株式会社KADOKAWA）代表取締役社長[23]。
- 2021年6月 - 株式会社KADOKAWA取締役副会長。
- 2021年6月 - 株式会社ブックウォーカー取締役。
- 2021年6月 - 株式会社ムービーウォーカー取締役。
- 2021年6月 - 株式会社KADOKAWA Game Linkage取締役。
- 2021年6月 - 株式会社KADOKAWA Connected取締役。
- 2023年6月 - 公益財団法人角川文化振興財団監事。

## 親族
- 父：松原治（株式会社紀伊國屋書店2代目社長）